# Beaumont-sur-Vingeanne
Beaumont-sur-Vingeanne ist eine französische Gemeinde mit 198 Einwohnern (Stand 1. Januar 2022) im Département Côte-d’Or in der Region Bourgogne-Franche-Comté. Sie gehört zum Arrondissement Dijon und zum Kanton Saint-Apollinaire.

## Geographie
Umgeben wird Beaumont-sur-Vingeanne von den Gemeinden Dampierre-et-Flée im Norden, von Autrey-lès-Gray im Osten, von Blagny-sur-Vingeanne im Süden und von Noiron-sur-Bèze im Westen.

## Bevölkerungsentwicklung
| Jahr                       | 1962 | 1968 | 1975 | 1982 | 1990 | 1999 | 2008 | 2016 | 2019 |
| Einwohner                  | 155  | 161  | 161  | 188  | 193  | 163  | 172  | 198  | 202  |
| Quellen: Cassini und INSEE |      |      |      |      |      |      |      |      |      |

## Sehenswürdigkeiten
- Schloss von Beaumont-sur-Vingeanne

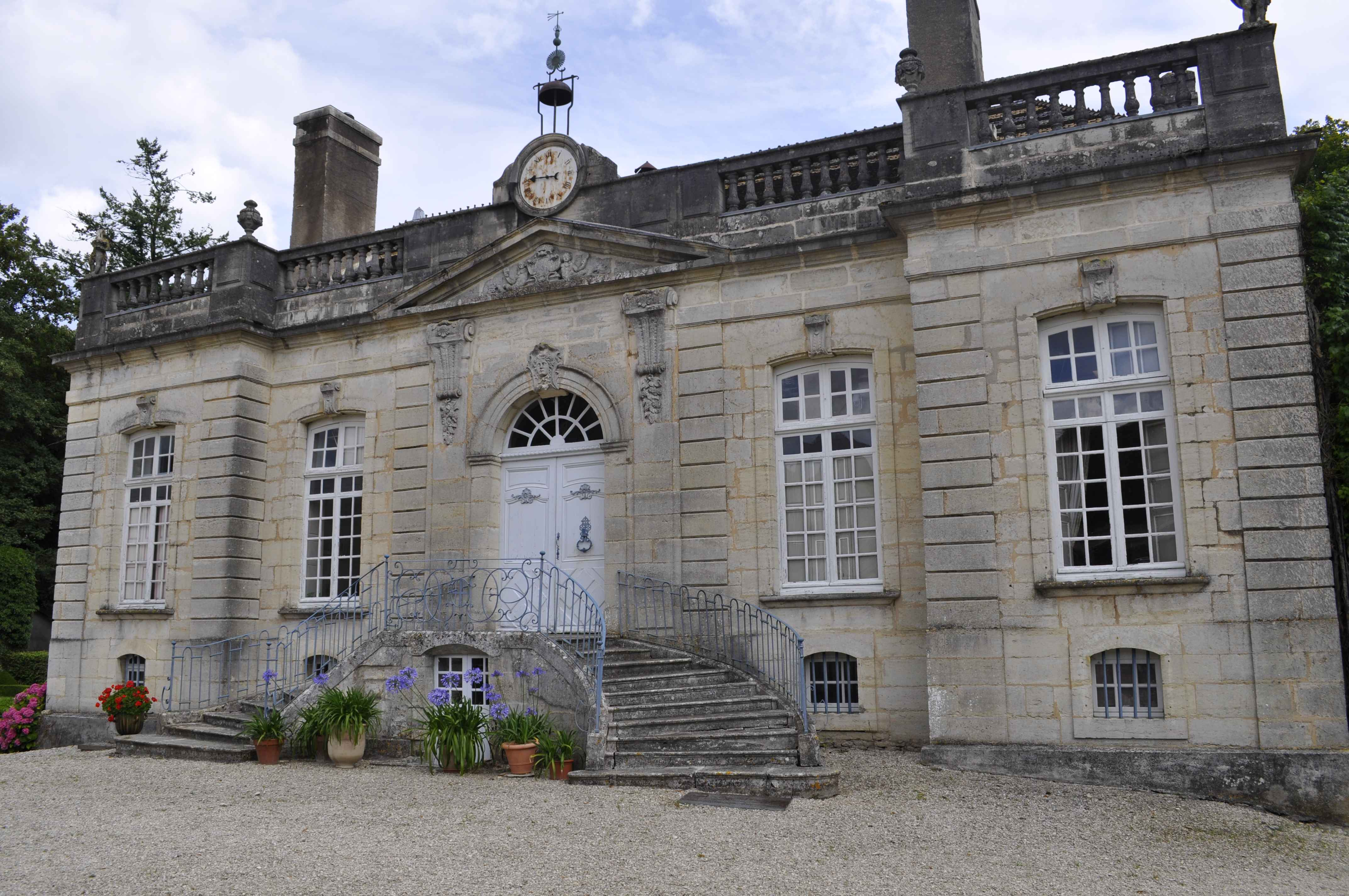
Front des Schlosses
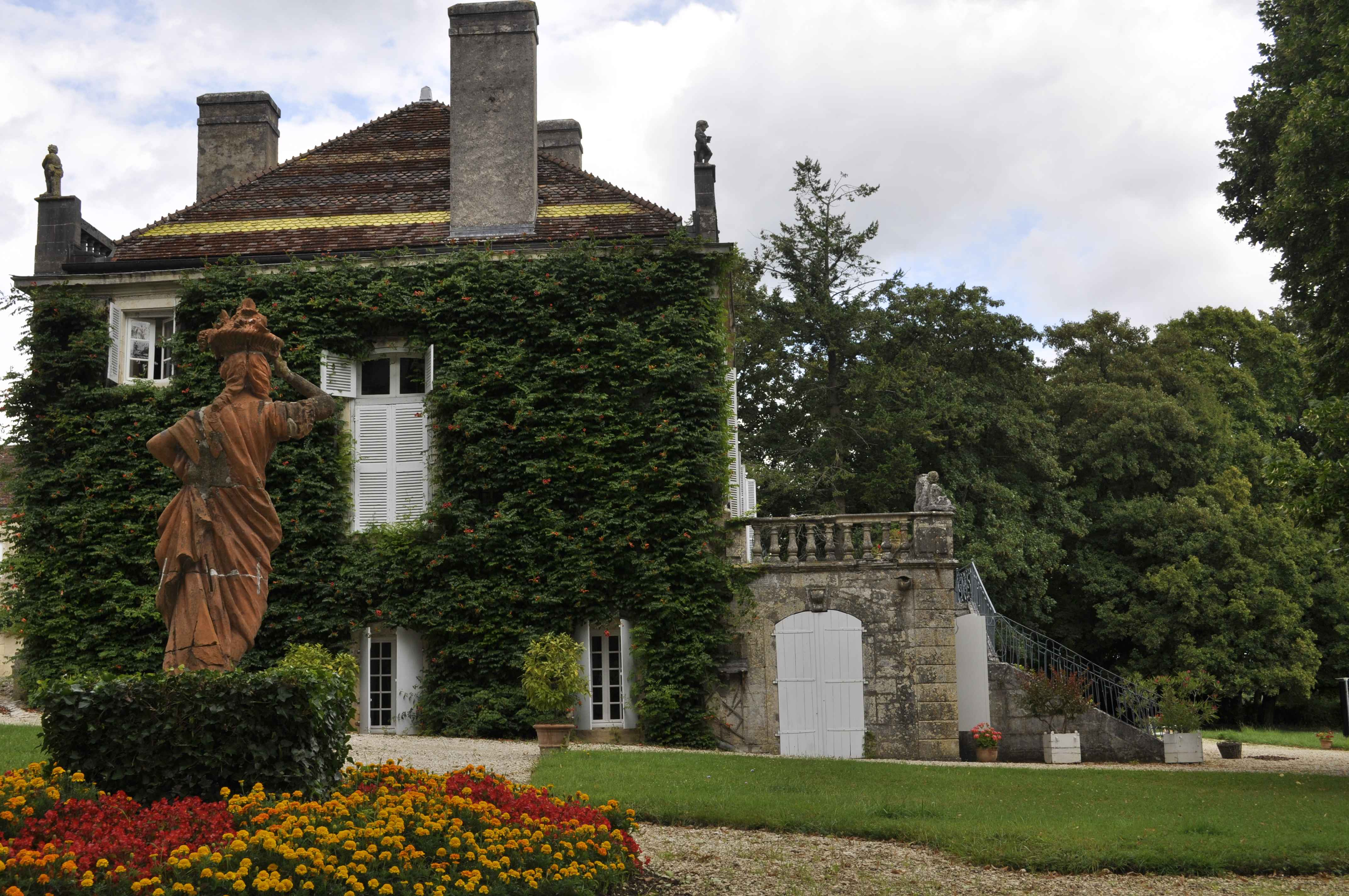
Außerhalb des Schlosses
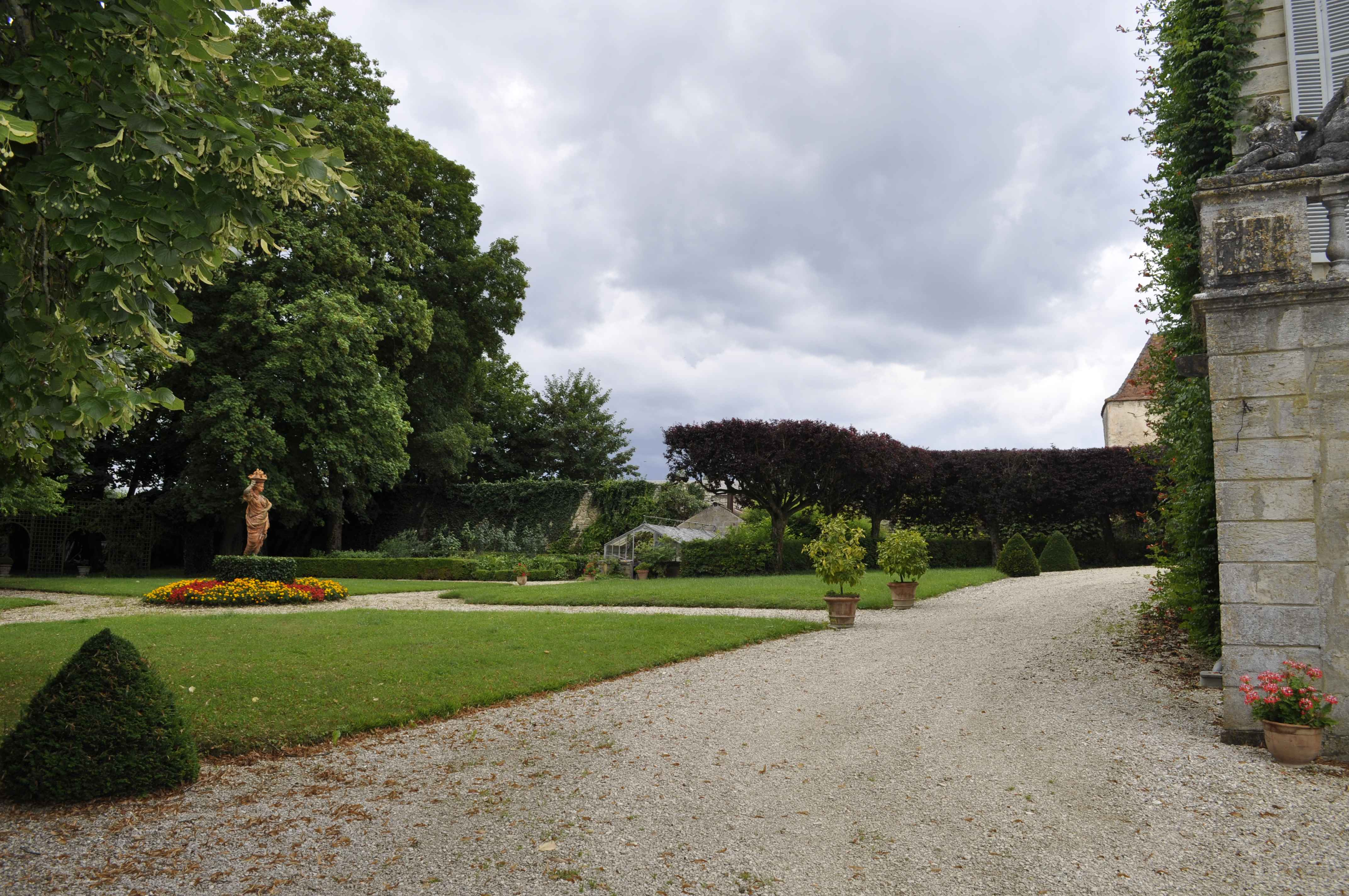
Schlossgarten